# Voivodato de Chernígov
El voivodato de Czernihów o de Cherníhiv (en polaco: Województwo czernihowskie) fue una división administrativa y gobierno local en el Reino de Polonia (parte de la Mancomunidad polaco-lituana) desde 1635 hasta el levantamiento de Jmelnitski en 1648 (técnicamente existió hasta 1654). También se utilizó como título ficticio en la Mancomunidad hasta las particiones de Polonia en 1772/1795. En 1635, Marcin Kalinowski fue el primer vaivoda (gobernador) del voivodato de Cherníhiv.
El voivodato era parte de la provincia de la Pequeña Polonia de la Corona polaca y estaba dividido en dos condados: Czernihów y Nowogrod Siewierski. Los sejmiks locales se llevaron a cabo en Czernihów y tenían dos senadores en el Senado polaco-lituano. Junto con el voivodato de Kiev y el voivodato de Bracław (Brátslav), formó el territorio que llegó a conocerse como Ucrania.

## Historia
La historia del voivodato de Czernihów se remonta a 1618, cuando después de la Paz de Deúlino, la Mancomunidad obtuvo el control de las ciudades de Smolensk, Czernihów y Nowogród Siewierski. Dado que la tregua expiraba en 14,5 años, las nuevas adquisiciones no se organizaron de manera oficial. Smolensk fue anexado por el Gran Ducado de Lituania, mientras que tanto Czernihów como Nowogrod pasaron a formar parte de la Corona del Reino de Polonia formando el Ducado de Siveria. En 1633, durante la guerra de Smolensk, el parlamento polaco (Sejm) presentó un proyecto de ley en el que tanto el tribunal de tierras como la oficina del stárosta se establecieron en Czernihów. En 1634, el tratado de Poliánovka confirmó que Czernihów seguía siendo parte de Polonia, por lo que finalmente en 1635 el Sejm creó el voivodato, con dos senadores: el vaivoda y el castellano de Czernihów. Ambos condados eligieron dos diputados al Sejm y un diputado al Tribunal de la Pequeña Polonia en Lublin. En 1637, se inició la construcción de una fortaleza en Konotop, cuyo propósito era proteger la provincia recién adquirida. La fortaleza se completó en 1642.
La Mancomunidad perdió el control de la provincia ya en 1648, durante el levantamiento de Jmelnitski. En el Tratado de Hádiach (1658), se  creó el Gran Ducado de Rutenia se creó a partir de los voivodatos de Czernihów, Kiev y Bracław. Sin embargo, la idea se abandonó rápidamente y, después de la tregua de Andrúsovo (1667), Czernihów fue anexado por el Zarato ruso.
La historia del voivodato de Czernihów no termina en 1667. Siguiendo el ejemplo de otras provincias perdidas por la Mancomunidad a mediados del siglo XVII (p. ej. voivodato de Smolensk), el gobierno de Varsovia continuó reclamándolo como voivodato titular, con títulos ficticios de voivoda, senadores, diputados y starostas nombrados por el Rey, y permaneciendo en uso hasta las particiones de Polonia. La nobleza del antiguo voivodato de Czernihów tenía sus sejmiks en Włodzimierz Wołyński. El último voivoda de Czernihów fue un hombre llamado Ludwik Wilga, nominado en 1783. En 1785, Estanislao Augusto Poniatowski dio el título ficticio de starosta de Nowogród Siewierski a Tadeusz Czacki.

## Descripción
Zygmunt Gloger en su monumental libro Geografía histórica de las tierras de la Antigua Polonia ofrece una descripción detallada del voivodato de Czernihów:

Czernihów en el río Desná es uno de los gord eslavos más antiguos de la Rus de Kiev, como se mencionó por primera vez en 907 (...) En 1238, fue capturado e incendiado por los tártaros, después de lo cual la provincia de Czernihow-Nowogrod Siewierski se convirtió en una ruina. El duque lituano Aldirgas capturó esta tierra a mediados del siglo XIV, y siguió siendo parte del Gran Ducado de Lituania durante los siguientes 150 años (...) En 1493 (véase también guerras moscovito-lituanas), la provincia fue capturada por el Gran Principado de Moscú, donde permaneció hasta 1618. Oficialmente, Czernihów perteneció a la Mancomunidad durante 59 años, hasta 1667 (véase también tregua de Andrúsovo) (...) Dado que la tregua de Deúlino de 1618 expiraba después de 16 años, la Mancomunidad no consideró necesario crear un nuevo voivodato. Solo después del tratado de Poliánovka, el Sejm decidió en 1635 convertir el Ducado de Czernihów en el Voivodato de Czernihów, con dos condados, los de Nowogrod Siewierski y Czernihów. Había dos starostas, sejmik locales en Czernihów y dos senadores. El primer voivoda fue nombrado Marcin Kalinowski en honor a sus hechos sangrientos, mientras que el primer castellano fue Mikolaj Kossakowski (...) El 30 de enero de 1667, la Mancomunidad entregó Czernihów al Zarato ruso, lo que fue confirmado el 3 de mayo de 1686 en el Tratado de Paz Eterna. Polonia mantuvo los títulos de funcionarios del voivodato de Czernihów y, más tarde, el número de diputados ficticios se elevó de 4 a 6.

## Administración
Asiento del gobernador del voivodato (wojewoda):
- Cherníhiv

Divisiones administrativas:
- Condado de Cherníhiv
- Condado de Nowogród

## Voivodas
- Marcin Kalinowski 1602–1652
- Esteban Bieniewski 1598-1648
- Krzysztof Łohojski-Tyszkiewicz 1616–1666
- Stanisław Kazimierz Bieniewski 1611–1695
- Mariusz Stanisław Jaskólski 1624–1683
- Jan Gniński 1650–1703
- Otto Fryderyk Felkerzamb 1641–1705
- Franciszek Jan Załuski 1660-1735
- Mikolaj Franciszek Krosnowski 1652-1723
- Piotr Jan Potocki 1679–1726
- Józef Lubomirski 1680–1732
- Józef Remigian Potulicki 1732–1734
- Jakub Florián Narzymski 1690-1759
- Piotr Michał Miączyński 1695–1776
- Franciszek Antoni Ledóchowski 1755–1835
- Ludwik Wilga, murió en 1797